# 匈牙利劳动人民党

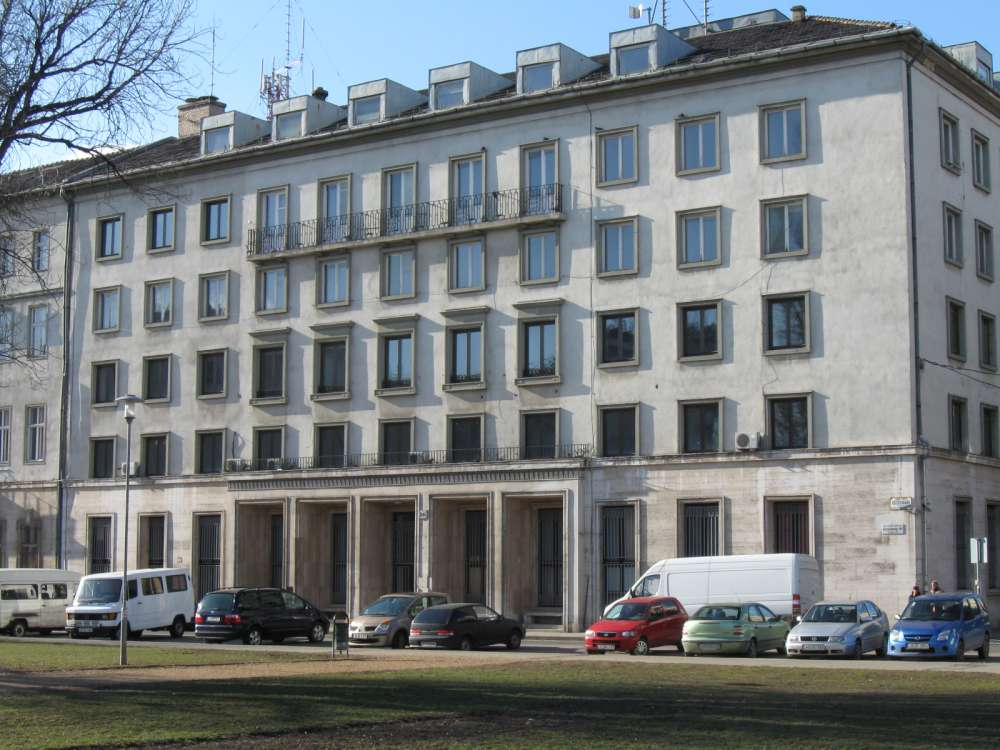
布達佩斯的前匈牙利劳动人民党中央委員會

匈牙利劳动人民党（匈牙利語：Magyar Dolgozók Pártja，缩写为MDP）是匈牙利历史上的一个共产主义政党。

## 历史
该党成立于1948年，由匈牙利共产党和社会民主党合并而成。1949年—1956年，该党是匈牙利人民共和国的执政党。由于该党第一书记拉科西·马加什等领导人犯有宗派主义和教条主义错误，引发匈牙利社会危机。1956年11月匈牙利革命期间，该党重组为匈牙利社会主义工人党。

## 歷任第一書記
1. 拉科西·馬加什，1948年6月12日—1956年7月18日
2. 格羅·埃諾，1956年7月18日—10月25日
3. 卡達爾·亞諾什，1956年10月25日—31日

## 中央政治局

### 一大
- 委员：

### 二大
- 委员：

### 三大（1946年）
- 委员：

### 四大（1948年）
- 委员：

### 五大（1951年）
- 委员：

### 六大（1954年）
- 委员：

## 中央书记处

### 一大
- 总书记：
- 书记：

### 二大
- 总书记：拉科西·马加什
- 书记：

### 三大（1946年）
- 总书记：拉科西·马加什
- 书记：

### 四大（1948年）
- 总书记：拉科西·马加什
- 书记：

### 五大（1951年）
- 总书记：
- 书记：

### 六大（1954年）
- 总书记：
- 书记：